# Kadiolo
Kadiolo est une ville et une commune malienne, située dans le département de la Kénédougou, Elle se trouve à proximité de la frontière Ivoirienne. C'est la capitale de l’entité historique du Folona.
Kadiolo est chef-lieu cercle de Kadiolo, dans la région de Sikasso. 

## Économie
Dans le cercle de Kadiolo, se trouvent deux mines d'or (Massiogo et Syama) mais la principale activité économique demeure l'agriculture. Kadiolo s'érige de plus en plus en un important centre d'échanges commerciaux entre le Mali et la Côte d'Ivoire avec un trafic de marchandises considérable.
Kadiolo possède un hôpital très fréquenté par des patients venant de pays voisins (Côte d'Ivoire, Burkina Faso) et depuis 1998 un lycée.

## Santé et environnement
Kadiolo possède un hôpital très fréquenté par des patients venant de pays voisins (Côte d'Ivoire, Burkina Faso).
La ville de Kadiolo connaît chaque année un problème d’accès à l’eau potable entre janvier et mai, pendant la saison sèche.

## Le cercle de Kadiolo
Le cercle de Kadiolo compte quatre cercles : Kadiolo, Misseni, Fourou et Loulouni. On y compte deux mines d'or (Massiogo et Syama) mais la principale activité économique demeure l'agriculture.

## Politique
| Année | Maire élu    | Parti politique |
| ----- | ------------ | --------------- |
| 2004  | Téna Dembélé | Adéma           |
| 2009  | Dibi Koné    |                 |